# Ермолович, Геннадий Павлович
Геннадий Павлович Ермолович (род. 2 октября 1955, Ленинград) — советский и российский ученый, специалист в области международного права, полковник милиции в отставке, доктор юридических наук, профессор.

## Образование
В 1982 году окончил Юридический факультет ЛГУ им. А. А. Жданова по специальности "Правоведение", квалификация "юрист". В 1992 году С Санкт-Петербургском государственном университете защитил диссертацию на соискание ученой степени кандидата юридических наук, тема "Привлечение населения к правоприменительной деятельности полиции США" (научный руководитель — профессор Б. И.Кожохин, научное консультирование профессора  Я. М.Бельсона), в 2000 году — диссертацию на соискание ученой степени доктора юридических наук, тема: "Добровольные организации в США по борьбе с преступностью (историко-правовой анализ)".

## Служба в органах МВД
В 1982—1987 гг. работал в должностях следователя, заместителя начальника следственного отдела Гатчинского ГРОВД Ленинградской области.

## Преподавательская и административная деятельность в высшей школе
Преподавательскую карьеру начал в 1987 году в Высшем политическом училище им. 60-летия ВЛКСМ МВД СССР, затем в Санкт-Петербургском университете МВД России занимал должность начальника кафедры, руководил международным отделом университета. Работал также на Юридических факультетах в Санкт-Петербургского государственного инженерно-экономическом университета и Санкт-Петербургского экономического университета (до 2012 — Санкт-Петербургский государственный университет экономики и финансов).
В настоящее время — профессор, заведующий кафедрой международного права Санкт-Петербургского гуманитарного университета профсоюзов, а также профессор кафедры конституционного и международного права Санкт-Петербургского института (филиала) Всероссийского государственного университета юстиции, профессор кафедры международного и таможенного права Юридического факультета Санкт-Петербургского государственного университета аэрокосмического приборостроения.

## Научная деятельность
Профессор Г. П. Ермолович является автором более 100 научных и учебно-методических работ в области полицеистики, международного сотрудничества в борьбе с преступностью. Индекс Хирша — 5. Под научным руководством ученого ведется подготовка диссертаций на соискание ученой степени кандидата и доктора юридических наук.

## Основные труды

#### Монографии
Ермолович Г. П. § 3. Правовая политика в области уголовного судопроизводства и проблемы её реализации на международной арене / Г. П. Ермолович // Судебная правовая политика в России и зарубежных странах : Коллективная монография. — Санкт-Петербург : Центр научно-информационных технологий "Астерион", 2019. — С. 506—512.
Ермолович Г. П. Отраслевое деление международного права: традиционные и новые подходы : коллективная монография / В. А. Абаканова, Е. А. Агеева, О. А. Аксенович [и др.]. – Санкт-Петербург : Центр научно-информационных технологий "Астерион", 2018. — 432 с.

#### Статьи
Ермолович Г. П. Дистанционное обучение: радость или разочарование? // Дистанционное обучение в высшем образовании: опыт, проблемы и перспективы развития, Санкт-Петербург, 20 апреля 2021 года. — Санкт-Петербург: Санкт-Петербургский Гуманитарный университет профсоюзов, 2021. — С. 21—23.
Ермолович Г. П. Международное право и геополитика в эпоху перемен // Научная сессия ГУАП: Гуманитарные науки : Сборник докладов научной сессии , посвященной Всемирному дню авиации и космонавтики, Санкт-Петербург, 14–22 апреля 2021 года. – Санкт-Петербургског: Санкт-Петербургский государственный университет аэрокосмического приборостроения, 2021. — С. 213—216.
Progressive digital and information technologies in natural and technical education / Y. S. Sergeenko, O. V. Scherbakova, A. I. Permykov [et al.] // Journal of Physics: Conference Series : 2, Moscow, 01 июля 2021 года. — Moscow, 2021.

### Учебники и учебные пособия
Ермолович Г. П., Плескач В. Н. Международное право : учебное пособие : по специальности 030501 — "Юриспруденция". М-во образования и науки Рос. Федерации, С.-Петерб. гос. ун-т экономики и финансов, Каф. конституц. права. — Санкт-Петербург : Санкт-Петербургский государственный экономический университет, 2012. – 219 с.
Ермолович Г. П. Международное право : учебное пособие. Федеральное агентство по образованию, Гос. образовательное учреждение высш. проф. образования "Санкт-Петербургский гос. ун-т экологии и финансов", Каф. конституционного права. — Санкт-Петербург : Изд-во Санкт-Петербургского гос. ун-та экономики и финансов, 2010. — 132 с.

## Награды
Заслуженный юрист Российской Федерации (2002);
Медаль «Ветеран труда» (2009);
Медаль «За безупречную службу» 2 степени (1995);
Медаль «За безупречную службу» 3 степени (1990);
Медаль «За отличие в службе» (2003);
Медаль "200 лет МВД России"
Благодарность Врио Министра внутренних дел РФ (2007);
Памятный знак «За отличие» (2005);
Памятный знак «Почётный сотрудник Северо-Западного УВДТ МВД РФ» (2006);
Нагрудный знак «За отличную службу в МВД Республики Татарстан» (2007);
Заслуженный профессор ГУАП,
Медаль "20 лет Юридическому факультету " ГУАП

## Членство в организациях
Действительный член Петровской академии наук и искусств;
Председатель Совета старейшин Всероссийской полицейской ассоциации;
Являлся президентом Санкт-Петербургского региона Международной полицейской ассоциации.